# 8377 Elmerreese
8377 Elmerreese è un asteroide della fascia principale. Scoperto nel 1992, presenta un'orbita caratterizzata da un semiasse maggiore pari a 2,5403084 UA e da un'eccentricità di 0,0978687, inclinata di 9,73855° rispetto all'eclittica. L'asteroide è dedicato all'astronomo e astrofilo statunitense Elmer Jacob Reese.